# Renata Vasconcellos
Renata Fernandes Vasconcellos (Río de Janeiro, 10 de junio de 1972) es una periodista brasileña y exmodelo que ha trabajado en Rede Globo durante casi 20 años y presentó a algunos de los principales periodistas de la red, como Jornal Hoje, Bom Dia Brasil, Fantástico y uno de los pioneros que lanzó GloboNews, el primer canal de noticias en el aire de Brasil. Actualmente es presentadora en Jornal Nacional.

## Trayectoria
Es hija de Renato Vasconcellos y Fernanda Fernandes, Renata estudió en el Colégio Santo Agostinho y se graduó en Comunicación Social en la PUC-RJ. Comenzó su carrera televisiva en 1996, en Globo News, como presentadora del turno nocturno del noticiero Em Cima da Hora, junto con Eduardo Grillo. Antes de ser aprobada en el concurso que seleccionó al equipo pionero que fundó el canal de noticias, realizó una pasantía en una agencia de publicidad y trabaja como modelo, como figuración en las telenovelas A Next Victim and Love Story y campañas de Coca-Cola y Chanel.
Todavía en Globo News, Renata presentó una gran cobertura, como la llegada del papa Juan Pablo II a Brasil, la muerte de la princesa Diana de Galés y la liberación de la residencia del embajador japonés en Perú. En estos casos, que tuvieron lugar en 1997, pasó horas en el aire narrando los eventos.
El primer informe de su carrera, que también marcó su primera aparición en Rede Globo, fue sobre una exposición del estilista Yves Saint Laurent. Antes de dedicarse al periodismo, Renata también estudió moda y utilizó algunos de sus conocimientos sobre el tema en este asunto. Más tarde, fue invitada a presentar Jornal Hoje los sábados, en 1997. Durante un período de "intercambio de sillas" entre Jornal Hoje, Jornal Nacional y Jornal da Globo, se hizo cargo, entre la partida de Mônica Waldvogel y la entrada de Sandra Annenberg, la presentadora y jefa de JH por un breve período. Tres años después, presentó en Fantástico una tabla sobre servicios al consumidor 
En enero de 2003, sucediendo a Leilane Neubarth, se hizo cargo de Bom Dia Brasil, primero junto a Renato Machado (durante ocho años) y, a partir de septiembre de 2011, junto a Chico Pinheiro. Durante seis años, Renata dirigió la pintura Coisas do Gender, sobre el comportamiento femenino. En 2011, junto con Renato Machado y con la ayuda de comentaristas invitados, presentó una edición especial de Good Morning que muestra todos los detalles de la ceremonia de boda entre el Príncipe William y Kate Middleton.
En 2005, se unió a la rotación de presentadores ocasionales para Jornal Nacional, en la vacante dejada por Ana Paula Padrão. En enero de 2011, cubrió las vacaciones de Fátima Bernardes cuando ocurrió la mayor tragedia climática en la historia de Brasil, en la región montañosa de Río de Janeiro. Renata ancló el JN durante dos días seguidos desde Teresópolis, la escena de la destrucción. En enero de 2013, Renata había reemplazado a Patricia Poeta cuando ocurrió la segunda tragedia de incendios más grande del país, el incendio en el club nocturno Kiss, que mató a 242 personas. Al día siguiente, Renata presentó las noticias del estudio y William Bonner, directamente desde Santa María. 
En julio de 2013, durante la visita del Papa Francisco a Brasil, para la Jornada Mundial de la Juventud, Renata participó en las transmisiones de anclaje durante la programación de Rede Globo. El 6 de octubre de 2013, se hizo cargo de la presentación de Fantástico, haciendo equipo con Tadeu Schmidt, en reemplazo de Renata Ceribelli y Zeca Camargo. Siete meses después, el programa se sometió a una reforma de formato importante, apostando más por el dinamismo y la interacción con el público en un escenario de alta tecnología que se convirtió en parte de la sala de redacción.
El 3 de noviembre de 2014, debutó en Jornal Nacional como editora ejecutiva y presentadora junto a William Bonner y Patricia Poeta. En las noticias de la tarde, Renata volvió a hacer el dúo relajado y dinámico con Chico Pinheiro, durante las ausencias de William Bonner.